# D*Face
D*Face, pseudonimo di Dean Stockton (Londra, 1978), è un artista di strada multimediale e graffiti writer britannico che usa vernice spray, adesivi, poster e stencil.

## Biografia
D*Face è cresciuto in un quartiere non distante da Wimbledon e fin da piccolo ha avuto un interesse per i graffiti. Da adolescente appassionato di skateboard si è interessato agli adesivi e alla mentalità fai da te associata allo skate e alle fanzine punk.
Ha frequentato un corso di illustrazione e design e ha lavorato come illustratore e designer freelance mentre affinava i suoi lavori di strada. Tra le sue influenze ci sono la campagna artistica Obey Giant di Shepard Fairey, Jim Philips, hip hop, musica punk e i cartoni animati popolari.
Ha tenuto la sua prima grande mostra personale a Londra, Death & Glory, alla galleria Stolenspace nell'ottobre 2006.
D*Face è stato proprietario e curatore dell'Outside Institute, la prima galleria d'arte contemporanea di Londra a concentrarsi sulla street art. Nel 2010, ha collaborato con Christina Aguilera per la copertina del suo album Bionic, mentre il progetto più recente di D*Face ha riguardato la realizzazione della copertina dell'album California dei Blink-182, uscito il 1 luglio 2016.